# Gabriele Gast
Gabriele Gast (* 2. März 1943 in Remscheid) ist eine ehemalige deutsche Doppelagentin im Kalten Krieg.
Gast war über 20 Jahre als Auslands-IM und Spionin für das Ministerium für Staatssicherheit (Stasi) in der Hauptverwaltung A (HVA; Auslandsgeheimdienst der DDR) von 1968 an bis zur Auflösung der HVA 1989/90 tätig. Außerdem war sie von 1973 an bis zu ihrer Enttarnung und Verhaftung 1990 Mitarbeiterin des Bundesnachrichtendienstes (BND; Auslandsnachrichtendienst der Bundesrepublik Deutschland), zuletzt im Rang einer Regierungsdirektorin.

## Leben und Ausbildung
Gabriele Gast wurde als drittes Kind des Fahrlehrers Albert Gast und dessen Frau Irmgard, geb. Stein, im Remscheid geboren und wuchs in einem konservativen Elternhaus auf. Nach dem Schulabschluss im Frühjahr 1962 an der Gertrud-Bäumer-Schule in Remscheid, einer Frauenoberschule, absolvierte Gast eine Ergänzungsprüfung in Mathematik und eine fachpraktische Ausbildung. Seit 1963 studierte sie Lebensmittelchemie im Gewerbelehramt an der Rheinisch-Westfälischen Technischen Hochschule (RWTH) Aachen, wo sie im Mai 1967 die erste Staatsprüfung ablegte. Anschließend studierte sie, ebenfalls in Aachen, Politische Wissenschaft, Pädagogik und Psychologie. Während des Studiums war sie Mitglied des RCDS und der CDU. Im Februar 1972 wurde sie bei Klaus Mehnert in Aachen mit einer Dissertation über Die Frau in der Sozialistischen Einheitspartei Deutschlands promoviert.
1980 beantragte sie die SED-Parteimitgliedschaft; 1986 wurde sie Mitglied der SED.

## Karriere als Doppelagentin
1968 unternahm Gast im Rahmen der Forschungen für ihre Dissertation eine Studienreise in die DDR, nach Karl-Marx-Stadt. Dort wurde sie von einem Stasi-Mitarbeiter mit dem Decknamen Karl-Heinz Schneider („Karlicek“), der als „Romeo“ von der HVA auf sie angesetzt worden war, für die Spionagetätigkeit angeworben. Fortan arbeitete sie unter dem Decknamen Gisela als Spionin für den DDR-Geheimdienst.
1973 erreichte Gast eine Einstellung beim Bundesnachrichtendienst in Pullach. Ihr Deckname war Dr. Gabriele Leinfelder. Sie war dort im Sowjetunion-Referat tätig und wurde im Laufe der folgenden Jahre bis zur Regierungsdirektorin befördert.

## Enttarnung und Verhaftung
Durch Aussagen von Karl-Christoph Großmann, der bis 1987 stellvertretender Abteilungsleiter in der HVA  gewesen war, wurde Gast 1990 enttarnt und daraufhin festgenommen. Im Jahr darauf wurde sie zu sechs Jahren und neun Monaten Freiheitsstrafe sowie zum Verlust der bürgerlichen Ehrenrechte verurteilt. Einen großen Teil ihrer Strafe saß sie von 1990 bis 1994 in den Justizvollzugsanstalten München und Aichach ab, in der Zeit der zahlreichen weiteren Prozesse gegen ihre ehemaligen Führungsoffiziere, davon 15 Monate in Einzelhaft. 1994 wurde sie nach zwei Dritteln ihrer Haftstrafe auf Bewährung vorzeitig entlassen. Als 1998 die von der Strafvollstreckungskammer festgesetzte Bewährungszeit ablief, wurde der Rest der Strafe erlassen.

## Nach der Haft
Gabriele Gast versuchte im Anschluss an die Gefängnishaft, ihre persönliche Geschichte aufzuarbeiten. Sie nahm Kontakt zu jenen Vertretern der DDR-Staatsmacht auf, die auf ihr Leben direkten Einfluss genommen hatten: zu Markus Wolf, dem früheren Chef der HVA, zu „Karlicek“ Schneider, ihrem Anwerber, und zu Großmann, der ihre Doppelexistenz am Ende aufgedeckt hatte. Diese Gespräche und ihre Erfahrungen beschrieb sie 1999 in ihrer Autobiografie Kundschafterin des Friedens. Der Titel des Buches bezieht sich auf die offizielle Bezeichnung von Agenten der Hauptabteilung Aufklärung, siehe Kundschafter des Friedens. Gast ordnete ihr neues Leben anschließend relativ schnell und wurde Mitarbeiterin in einem Ingenieurbüro.
Sie blieb auch nach ihrer Gefängnishaft „glühende Kommunistin“; Gast ist stellvertretende Vorsitzende des 1995 gegründeten Vereins Initiativgruppe Kundschafter des Friedens fordern Recht.

## Veröffentlichungen
- Die politische Rolle der Frau in der DDR. Bertelsmann Universitätsverlag, Düsseldorf 1973, ISBN 3-571-09219-8 (Zugl.: Aachen, Techn. Hochsch., Diss., 1972 u.d.T.: Die Frau in der Sozialistischen Einheitspartei Deutschlands. Ein Beitrag zur Untersuchung der politischen Rolle der Frau in der DDR).
- Kundschafterin des Friedens. 17 Jahre Topspionin der DDR beim BND. Eichborn, Frankfurt am Main 1999, ISBN 3-8218-0522-6.

## Fernsehen
- Die Spioninnen – Im Auftrag der DDR. Folge 4: Gabriele Gast. WDR Fernsehen, 31 Minuten.

## Hörfunk
- 2007: Kundschafterin im Auftrag des Sozialismus – Die Geschichte der Gabriele Gast – Autor: Thomas Gaevert – SWR2 Dschungel, 25 Min.[8]